# واتین (گروه موسیقی)
واتِین (به سوئدی: Watain) یک گروه موسیقی در سبک بلک متال است که در سال ۱۹۹۸ در شهر اوپسالا در کشور سوئد، توسط سه عضو اصلی اریک دنیلسون، پله فورسبرگ و هاکان یونسون پایگذاری شده که هر سه این افراد همچنان در گروه حضور دارند. تعهد به اصول شیطان‌پرستی روحانی و اجرای کنسرت‌های تشریفاتی همسو با آن عقاید به شهرتشان انجامید. واتِین تا به امروز شش آلبوم استودیویی و سه آلبوم زنده منتشر کرده است.

## تاریخچه
این گروه در سال ۱۹۹۸ میلادی توسط اریک دنیلسون، هاکان جانسون و پله فورسبرگ در حالی پایگذاری شد که به گفته‌ اریک، گروه‌های دیگر به چیزی به جز وجهه‌ موسیقایی بلک متال اهمیت نمی‌دادند. نام گروه از روی ترانه‌ای از گروه وُن (Von) انتخاب شده‌است. اولین دموی گروه به نام Go Fuck Your Jewish God (برو خدای یهودی‌ات را بکن) در سال ۱۹۹۸ و به دنبال آن نوار ضبط شده از اجرای زنده‌شان به نام Black Metal Sacrifice (قربانی بلک‌ متال) در ۱۹۹۹ منتشر شد. در اکتبر ۱۹۹۹ کمپانی پخش Grim Rune اولین ای‌پی گروه را با نام The Essence of Black Purity (عصاره خلوص سیاه) منتشر کرد و برایشان کنسرتی به همراه گروه‌های دارک فیونرال و ملین ترتیب داد.
اولین آلبوم استودیویی واتین، Rabid Death Curse، در نتیجه همکاری دو کمپانی پخش «اند لایف» (End Life) و «دراکر» (Drakker) در دو قالب سی‌دی و صفحه در سال ۲۰۰۰ منتشر شد.